# 假日英畝 (特拉華州)
假日英畝（英語：Holiday Acres）是位於美國特拉華州蘇塞克斯縣的一個非建制地區。該地的面積和人口皆未知。

## 地理
假日英畝的座標為38°34′20″N 75°15′56″W / 38.57222°N 75.26556°W，而該地的平均海拔高度為6米（即20英尺）。